# Melchor Ocampo
Pour les articles homonymes, voir Ocampo.
Melchor Ocampo (5 janvier 1813, Michoacán - 3 juin 1861, Tepeji del Río de Ocampo) est un avocat, diplomate et homme d'État mexicain.

## Biographie

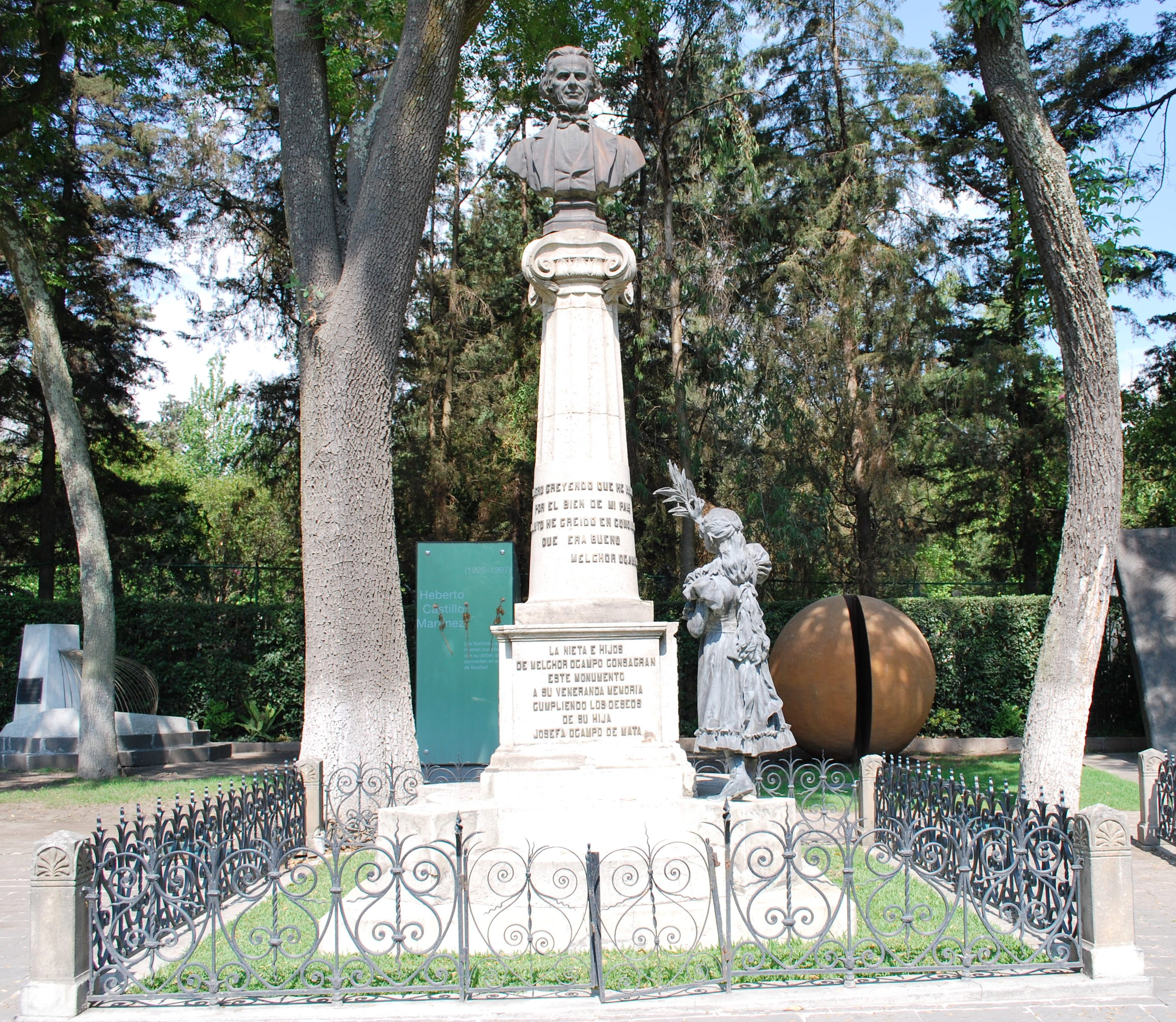
Buste de Melchor Ocampo.

Melchor Ocampo est Gouverneur du Michoacán de 1847 à 1852, Secrétaire des Finances, Secrétaire des Affaires étrangères en 1855, puis de 1858 à 1861, Secrétaire de l'Intérieur de 1858 à 1859 et Secrétaire de l'Économie de 1858 à 1859, Secrétaire de la Guerre.

### Sources
- (es) Cet article est partiellement ou en totalité issu de l’article de Wikipédia en espagnol intitulé « Melchor Ocampo » (voir la liste des auteurs).